# Wilhelm Klapp
Friedrich Wilhelm Christian Lucian Klapp (* 12. Mai 1782 in Pyrmont; † 30. September 1839 ebenda) war ein deutscher Arzt und waldeckischer Abgeordneter.

## Leben
Klapp war der Sohn des Amtmanns Friedrich Ludwig Klapp (1728–1807) und dessen Ehefrau Louise Caroline (genannt Luiscar) geborene von Wilmowsky (1747–1801). Klapp war evangelisch und blieb unverheiratet.
Er studierte Medizin und wurde zum Dr. med. promoviert. Er lebte als Arzt in Pyrmont, wo er auch als Schullehrer genannt wurde.
Am 28. Januar 1814 erließ Fürst Georg Heinrich eine Verfassung, das Organisationsedikt. In dieser Verfassung vollzog Georg Heinrich die staatsrechtliche Vereinigung des Fürstentums Waldeck mit Pyrmont und wies an, dass nun auch vier Mitglieder aus Pyrmont den waldeckischen Landständen beigeordnet werden sollten. Zwei davon sollten Gutsbesitzer sein, einer aus dem Gewerbestand kommen und einer ein Vertreter des Gelehrtenstandes sein. Klapp wurde als Vertreter des Gelehrtenstandes gewählt und nahm vom 13. Februar bis zum 3. Juli 1814 als Landstand am Landtag teil. Da Teil des Ergebnisses der Landtagsberatungen war, dass künftig keine Abgeordneten aus Pyrmont mehr bestimmt werden sollten, endete seine Funktion als Landstand mit dem Abschluss der Beratungen.